# Daniela Molle
Daniela Molle (* 4. Juli 1971) ist eine ehemalige deutsche Ruderin. Ihr größter Erfolg war die Silbermedaille im Doppelvierer bei den Weltmeisterschaften 1993.

## Sportliche Karriere
Daniela Molle begann ihre Karriere 1982 bei Motor Wolgast, ab 1990 Wolgaster Ruderverein. Sie wechselte dann nach Hamburg, wo sie für die RG Hansa und den RV Wandsbek antrat.
1991 belegte sie mit dem Doppelvierer den zweiten Platz beim Match des Seniors, einem Vorläuferwettbewerb der U23-Weltmeisterschaften. Im Jahr darauf gewann sie nach der Umbenennung des Wettbewerbs den Nations Cup im Einer.
1993 siegte Molle zusammen mit Kerstin Müller, Kristina Mundt und Angela Schuster bei den Deutschen Meisterschaften im Doppelvierer. In dieser Besetzung belegten die Ruderinnen den zweiten Platz hinter den Chinesinnen bei den Weltmeisterschaften 1993. 1994 trat Molle im Ruder-Weltcup im Einer an, konnte sich aber nicht für ein A-Finale qualifizieren. Bei Deutschen Meisterschaften war Molle 1995 und 1996 Zweite im Einer hinter Kathrin Boron, 1997 gewann Molle den Meistertitel. Im Weltcup gewann sie 1997 in Paris zusammen mit Christiane Will im Doppelzweier. Bei den Weltmeisterschaften 1997 war Molle als Ersatzruderin dabei, im Finale siegte Kathrin Boron mit Meike Evers. 1998 im Doppelzweier und 2007 im Einer trat Molle noch einmal im Weltcup an, bei internationalen Meisterschaften war sie nicht mehr dabei.